# 日本の数学者の一覧
日本の数学者の一覧（にほんのすうがくしゃのいちらん）は、日本の数学者を生年順に並べたものである。数学者の一覧にも採録されている日本の数学者は名前の右肩に「*」を付して示してある。数学者の一覧、Category:数学者も参照。

## 17世紀生まれの日本の数学者
- 関孝和*（1642?-1708）：和算家、筆算による代数計算、行列式の導入
- 建部賢弘（1664-1739）：円周率に関連した一連の研究

## 19世紀生まれの日本の数学者
- 菊池大麓（1855-1917）：数学科最初の日本人教授、のちに東京帝国大学総長
- 藤沢利喜太郎（1861-1933)：2人目の教授、数学教育、本格・応用両面の西欧数学移入
- 林鶴一（1873-1935）：日本初の数学専門誌『東北数学雑誌』創刊
- 吉江琢児（1874-1947）：微分方程式論、高木とともに日本最初の数学科出身の数学者
- 高木貞治*（1875-1960）：類体論、近代日本初の世界的数学者
- 藤原松三郎（1881-1946)：解析学、数学史、世界的数学者
- 窪田忠彦(1885-1952）：幾何学
- 園正造(1886-1969）：代数学
- 小倉金之助（1885-1962）：随筆家。専門は数学史
- 掛谷宗一*（1886-1947）：連立積分方程式、掛谷の定理
- 吉田洋一（1898-1987）：『零の発見』＜岩波新書＞
- 末綱恕一（1898-1970）：解析的整数論

## 20世紀生まれの日本の数学者

### 1901年 - 1910年生まれの日本の数学者
- 岡潔*（1901-1978)：多変数複素関数論。多くの随筆も残した。
- 中村幸四郎(1901-1986)：参考書「チャート式」、専門は位相幾何学、数学史
- 正田建次郎*（1902-1977)：抽象代数学。上皇后美智子の伯父
- 功力金二郎（1903-1975)：集合論、位相空間論、関数論、特に複素関数論
- 弥永昌吉（1906-2006）：整数論。多分野の優れた多くの弟子を育てた。
- 遠山啓（1909-1979）：「水道方式」、数学教育
- 吉田耕作*（1909-1990）：関数解析学

### 1911年 - 1920年生まれの日本の数学者
- 角谷静夫（1911-2004）：関数論等、角谷の不動点定理
- 矢野健太郎（1912-1993）：微分幾何学。多くの数学専門書・啓蒙書でも知られる。
- 中山正 (1912–1964)：環論・表現論、中山の補題
- 伊藤清*（1915-2008)：確率微分方程式、伊藤の補題
- 小平邦彦*（1915-1997）：代数幾何学
- 岩澤健吉（1917-1998）：整数論。岩澤理論
- 加藤敏夫（1917-1999）：数理物理学。加藤の定理

### 1921年 - 1930年生まれの日本の数学者
- 倉西正武（1924-2021）：複素解析
- 井草準一 (1924-2013) : 代数幾何学、数論
- 鈴木通夫（1926-1998）：群論
- 谷山豊（1927-1958）: 早逝した数学者。谷山・志村予想
- 永田雅宜（1927-2008）：代数幾何学。ヒルベルトの第14問題を否定的に解決した。
- 森毅 (1928-2010) : エッセイスト。数学・教育についての多数の著作で知られる。
- 佐藤幹夫（1928-2023) : 佐藤超関数、代数解析学の創始
- 境正一郎 (1928- ) : 作用素環論、数理物理学
- 久保田富雄（1930-2020）：整数論、p進数
- 志村五郎*（1930-2019 ）：整数論、谷山・志村予想

### 1931年 - 1940年生まれの日本の数学者
- 広中平祐*（1931- ）：代数幾何学
- 荒木不二洋（1932- ）：作用素環論、数理物理学、場の量子論の代数的構造論
- 小林昭七 (1932–2012)：複素多様体
- 竹崎正道 (1933- ) : 作用素環論
- 渡辺信三（1935- )：確率論
- 福島正俊（1935- )：確率解析

- 森正武（1937-2017）：応用数学、計算法
- 伊原康隆（1938- ）：整数論
- 塩浜勝博（1940- ）：微分幾何学、リーマン幾何学

### 1941年 - 1950年生まれの日本の数学者
- 西田孝明（1941?- )：解析学、特に非線形偏微分方程式論

- 飯高茂（1942- ）：代数幾何学
- 藤原正彦（1943- ）：エッセイスト、『国家の品格』＜新潮新書＞。専門は数論
- 土屋昭博（1943- )：数理物理、共形場理論
- 齋藤恭司（1944- ）：複素解析学
- 上野健爾 (1945- ) : 代数幾何学
- 秋山仁（1946- ）：テレビ等で活躍。専門はグラフ理論等。
- 小谷眞一（1946- )：確率論。ランダム・シュレディンガー作用素
- 森田茂之（1946- )：位相幾何学
- 柏原正樹（1947- ）：代数解析、表現論
- 砂田利一（1948- ）：大域解析学
- 大島利雄（1948- )：代数解析、表現論
- 宮岡洋一（1949- ）：代数幾何学。ボゴモロフ・宮岡・ヤウの不等式
- 三輪哲二 (1949– ）：代数解析学、数理物理学・可積分系
- 満渕俊樹（1950- )：代数幾何学
- 石井志保子（1950- ）：代数幾何学

### 1951年 - 1960年生まれの日本の数学者
- 舟木直久（1951- ）：統計力学、確率解析
- 大沢健夫（1951- ）：多変数関数論
- 森重文*（1951- ）：代数幾何学
- 神保道夫（1951- ）：代数解析
- 宮岡礼子（1951- ）：微分幾何、曲面論
- 加藤和也*（1952- )：整数論
- 川又雄二郎 (1952– ）：代数幾何学
- 肥田晴三（1952- )：数論・代数幾何学
- 俣野博（1952- ）：非線形解析、非線形偏微分方程式
- 向井茂 (1953– ）：代数幾何学
- ピーター・フランクル（1953- 、ハンガリー）組み合わせ論。国際数学オリンピック、大道芸
- 楠岡成雄（1954- )：数理ファイナンス
- 儀我美一（1956?- )：非線形偏微分方程式
- 岡本久（1956- )：ナヴィエストークス方程式
- 山口孝男（1956?- )：微分幾何学
- 寺杣友秀（1958- )：代数幾何学
- 深谷賢治（1959- ）：幾何学
- 古田幹雄（1960- )：ゲージ理論とトポロジーへの応用
- 宍倉光広（1960- )：力学系理論

### 1961年 - 1970年生まれの日本の数学者
- 斎藤毅（1961–）：数論幾何
- 小野薫（1962– ）：幾何学、特にシンプレクティック幾何学
- 中島啓（1962- ）：複素幾何学、幾何学的表現論
- 河東泰之（1962- ）：作用素環論
- 小林俊行（1962- ）：表現論、局所均質空間、非可換調和解析
- 小木曽啓示（1963- ）：代数幾何学、特に複素代数幾何学
- 辻井正人（1964- ）：力学系理論、特にエルゴード理論
- 平地健吾（1964- ）：CR幾何学、多変数関数論、不変式論
- 藤原一宏（1964- ）：数論幾何学
- 藤原耕二（1964- ）：幾何学、特に幾何学的群論
- 泉正己（1965- ）：作用素環論、関数解析学
- 大槻知忠（1965- ）：トポロジー
- 辻雄（1967– ）：数論幾何学、特にp進ホッジ理論
- 熊谷隆（1967- ）：確率論
- 荒川知幸（1968- ）：表現論、頂点代数
- 望月新一（1969- ）：数論幾何学、宇宙際タイヒミュラー理論

### 1971年 - 1980年生まれの日本の数学者
- 望月拓郎（1972 - ）：微分幾何・代数幾何
- 伊山修（197x- ）：整環の表現論
- 中西賢次（1974- ）：偏微分方程式
- 小澤登高（1974- ）：作用素環論
- 市野篤史（197x- ）：数論保型形式
- 加藤周（1976- ）：幾何学的表現論
- 緒方芳子（197x- ）：数理物理
- ブノワ・コリンズ（1977-、フランス）：自由確率論、作用素環論
- 入谷寛（1979- ）：微分幾何
- 戸田幸伸（1979- ）：代数幾何